# Fardin Hakimi
Fardin Hakimi (en dari : فردین حکیمی) est un footballeur international afghan né le 5 septembre 1995 à Bazarak. Il évolue au poste de milieu de terrain au Shaheen Asmayee FC.

## Biographie

### Carrière en club
Il commence sa carrière au Oqaban Hindukush en 2013. Lors de sa deuxième saison, il atteint la finale du championnat afghan et s'incline 3-2 face à Shaheen Asmayee. Pour la saison 2015, il rejoint les rangs du champion en titre et s'incline à nouveau en finale, face à De Spin Ghar Bazan. Lors de l'édition 2016, il porte les couleurs de Toofan Harirod qui est éliminé lors des phases de groupe. En 2017, il échoue une nouvelle fois en finale, cette fois-ci avec De Maiwand Atalan contre Shaheen Asmayee (défaite 4-3 après prolongations). 
À compter de 2018, il évolue du côté de Shaheen Asmayee. Lors de ses deux premières saisons, il connaît à nouveau deux échecs en finale contre Toofan Harirod. Il remporte enfin le championnat en 2020 et inscrit l'unique but de la finale sur coup franc face à Simorgh Alborz.

### Carrière en équipe nationale
Il reçoit sa première sélection en équipe d'Afghanistan le 6 février 2015, en amical contre le Pakistan (défaite 2-1). Il participe ensuite à la Coupe d'Asie du Sud 2015, lors de laquelle son équipe s'incline en finale contre l'Inde. Hakimi ne joue que deux matchs de phase de poule lors de ce tournoi.

## Statistiques

### Sélections
| Liste des sélections de Fardin Hakimi | Liste des sélections de Fardin Hakimi | Liste des sélections de Fardin Hakimi                        | Liste des sélections de Fardin Hakimi | Liste des sélections de Fardin Hakimi | Liste des sélections de Fardin Hakimi                     | Liste des sélections de Fardin Hakimi | Liste des sélections de Fardin Hakimi                               |
| N°                                    | Date                                  | Lieu                                                         | Adversaire                            | Résultat                              | Compétition                                               | But                                   | Notes                                                               |
| ------------------------------------- | ------------------------------------- | ------------------------------------------------------------ | ------------------------------------- | ------------------------------------- | --------------------------------------------------------- | ------------------------------------- | ------------------------------------------------------------------- |
| 1.                                    | 6 février 2015                        | Punjab Stadium, Lahore, Pakistan                             | Pakistan                              | 2-1                                   | Match amical                                              |                                       | Titulaire, remplacé par Faysal Shayesteh à la 46e minute de jeu.    |
| 2.                                    | 16 juin 2015                          | Stade olympique de Phnom Penh, Phnom Penh, Cambodge          | Cambodge                              | 1-0                                   | Deuxième tour des éliminatoires de la Coupe du monde 2018 |                                       | Titulaire, remplacé par Shabir Isoufi à la 46e minute de jeu.       |
| 3.                                    | 26 décembre 2015                      | Trivandrum International Stadium, Thiruvananthapuram, Inde   | Bhoutan                               | 3-0                                   | Premier tour de la Coupe d'Asie du Sud 2015               |                                       | Entre en jeu à la place de Faysal Shayesteh à la 69e minute de jeu. |
| 4.                                    | 28 décembre 2015                      | Trivandrum International Stadium, Thiruvananthapuram, Inde   | Maldives                              | 4-1                                   | Premier tour de la Coupe d'Asie du Sud 2015               |                                       | Titulaire.                                                          |
| 5.                                    | 11 octobre 2016                       | Stade Shah Alam, Shah Alam, Malaisie                         | Malaisie                              | 1-1                                   | Match amical                                              |                                       | Entre en jeu à la place de Faysal Shayesteh à la 94e minute de jeu. |
| 6.                                    | 13 novembre 2016                      | Stade Pamir, Douchanbé, Tadjikistan                          | Tadjikistan                           | 1-0                                   | Match amical                                              |                                       | Entre en jeu à la place de Kanischka Taher à la 80e minute de jeu.  |
| 7.                                    | 23 mars 2017                          | Stade Saoud bin Abdulrahman, Al Wakrah, Qatar                | Singapour                             | 2-1                                   | Match amical                                              |                                       | Entre en jeu à la place de Faysal Shayesteh à la 66e minute de jeu. |
| 8.                                    | 19 août 2018                          | Afghanistan Football Federation Stadium, Kaboul, Afghanistan | Palestine                             | 0-0                                   | Match amical                                              |                                       | Entre en jeu à la place d'Adam Najem à la 90e minute de jeu.        |

## Palmarès
| Shaheen Asmayee - Championnat d'Afghanistan (1) : - Champion : 2020. - Vice-champion : 2014, 2015, 2017, 2018 et 2019. |  | Afghanistan - Coupe d'Asie du Sud : - Finaliste : 2015. |